# Boyd Dowler
Boyd Dowler é um ex-jogador profissional de futebol americano estadunidense.

## Carreira
Boyd Dowler foi campeão do Super Bowl II jogando pelo Green Bay Packers.